# Cañada de los Manantiales (Maldonado)
Der Cañada de los Manantiales ist ein im Süden Uruguays gelegener Flusslauf von etwa 5 km Länge.

## Lauf
Er verläuft auf dem Gebiet des Departamento Maldonado in dessen östlichem Teil. Er fließt von Ost nach West und mündet in wenig besiedeltem Gebiet in den Arroyo José Ignacio. 